# That's So Raven Too!
That's So Raven Too! es la segunda banda sonora de la serie original de Disney Channel, That's So Raven.

## Información
La banda sonora incluye canciones de amistad como "Friends" por Raven-Symoné con Anneliese van der Pol. También colaboraciones, como con Orlando Brown por "Little By Little" y Kyle Massey de "Let's Stick Together". El álbum también incluye canciones de otros artistas como Jesse McCartney, B5, Everlife, Aretha Franklin, y Aly & AJ.

## Canciones
| N.º   | Título                                          | Escritor(es)                          | Productor(es)              | Duración |  |
| 1.    | «Some Call It Magic» (Raven-Symoné)             | Symoné, Matthew Gerrard, Robbie Nevil | Matthew Gerrard            | 3:14     |  |
| 2.    | «Friends» (Raven con Anneliese)                 | Symoné, Gerrard, Nevil                | Matthew Gerrard            | 3:14     |  |
| 3.    | «Little By Little» (Raven con Orlando)          | Symoné, Brown, Gerrard, Nevil         | Matthew Gerrard            | 3:25     |  |
| 4.    | «Jump In» (Raven)                               | Symoné, Gerrard, Nevil, Jay Condiotti | Matthew Gerrard            | 3:51     |  |
| 5.    | «She's No You (Remix)» (Jesse McCartney)        | McCartney, Gerrard, Nevil             | Matthew Gerrard            | 3:07     |  |
| 6.    | «Walking on Sunshine» (Aly & AJ)                | Kimberly Rew                          | Matthew Gerrard            | 3:55     |  |
| 7.    | «Let's Groove» (B5)                             | Maurice White, Wayne Vaughn           | French , Keli Nicole Price | 3:35     |  |
| 8.    | «Let's Stick Together» (Raven, Anneliese, Kyle) | Symoné, Gerrard, Nevil                | Matthew Gerrard            | 3:26     |  |
| 9.    | «A Day In The Sun» (Anneliese)                  | Gerrard, Charlie Midnight             | Matthew Gerrard            | 3:30     |  |
| 10.   | «I Can See Clearly Now» (Everlife)              | Johnny Nash                           | Daniel Cage                | 3:12     |  |
| 11.   | «Will It Go Round In Circles» (Orlando)         | B. Preston, B. Fisher                 | Marco Marinangeli          | 3:06     |  |
| 12.   | «This Is My Time (Remix)» (Raven)               | Symoné, Gerrard, Nevil                | Matthew Gerrard            | 3:41     |  |
| 13.   | «Respect» (Aretha Franklin)                     | Otis Redding                          | Jerry Wexler               | 2:23     |  |
| 14.   | «Supernatural (Too! Mix)» (Raven)               | Gerrard, Michelle Lewis               | Matthew Gerrard            | 2:45     |  |
| 15.   | «Some Call It Magic (B.F.F. Mix)» (Raven)       | Symoné, Gerrard, Nevil                | Matthew Gerrard            | 2:59     |  |
| 49:19 |                                                 |                                       |                            |          |  |

| Edición Wal-Mart |                                             |                 |          |  |
| N.º              | Título                                      | Productor(es)   | Duración |  |
| 16.              | «Friends (50/50 Mix)» (Raven con Anneliese) | Matthew Gerrard | 3:16     |  |
| 52:35            |                                             |                 |          |  |

| Edición iTunes |                                                |                 |          |  |
| N.º            | Título                                         | Productor(es)   | Duración |  |
| 16.            | «Little By Little (Remix)» (Raven con Orlando) | Matthew Gerrard | 3:13     |  |
| 54:16          |                                                |                 |          |  |

Notas
- "Walking On Sunshine" es una nueva versión al principio realizada por Katrina and the Waves.
- "A Day In The Sun" es una nueva versión al principio realizada por Hilary Duff en su álbum Metamorphosis (Edición Japonesa).
- "I Can See Clearly Now" es una nueva versión al principio realizada por Johnny Nash.
- "Will It Go Round In Circles" es una nueva versión al principio realizada por Billy Preston.
- "Let's Groove" es una nueva versión de Earth, Wind & Fire song.

## Sencillos
| Año                     | Canción                       | Posiciones   | Posiciones | Posiciones | Posiciones |           |           |           |           |           |           |           |           |           |           |           |           |
| Año                     | Canción                       | Radio Disney | UK         | Brasil     |            |           |           |           |           |           |           |           |           |           |           |           |           |
| Sencillos               | Sencillos                     | Sencillos    | Sencillos  | Sencillos  | Sencillos  | Sencillos | Sencillos | Sencillos | Sencillos | Sencillos | Sencillos | Sencillos | Sencillos | Sencillos | Sencillos | Sencillos | Sencillos |
| ----------------------- | ----------------------------- | ------------ | ---------- | ---------- | ---------- | --------- | --------- | --------- | --------- | --------- | --------- | --------- | --------- | --------- | --------- | --------- | --------- |
| 2006                    | "Some Call It Magic"          | 18           | 4          | 1          |            |           |           |           |           |           |           |           |           |           |           |           |           |
| 2006                    | "Little By Little (Remix)"    | —            | —          | —          |            |           |           |           |           |           |           |           |           |           |           |           |           |
| 2006                    | "A Day In The Sun"            | —            | 32         | —          |            |           |           |           |           |           |           |           |           |           |           |           |           |
| Canciones promocionales |                               |              |            |            |            |           |           |           |           |           |           |           |           |           |           |           |           |
| 2006                    | "Friends"                     | —            | 28         | —          |            |           |           |           |           |           |           |           |           |           |           |           |           |
| 2006                    | "Jump In"                     | —            | 54         | 51         |            |           |           |           |           |           |           |           |           |           |           |           |           |
| 2006                    | "Will It Go Round In Circles" | —            | 33         | —          |            |           |           |           |           |           |           |           |           |           |           |           |           |

## Ventas y posicionamiento
La banda sonora debutó y llegó al #44, en el Billboard 200, vendiendo 22 300 copias en su primera semana. Desde entonces, la banda sonora ha vendido más de 200,000 copias en los Estados Unidos y más de 350 000 mundialmente.
| Chart (2006)                        | Posición | Ventas                               |
| ----------------------------------- | -------- | ------------------------------------ |
| U.S. Billboard 200                  | 44       | 200 000+ (a partir de abril de 2007) |
| U.S. Billboard Comprehensive Albums | 44       | 200 000+ (a partir de abril de 2007) |
| U.S. Billboard Top Kid Audio        | 3        | 200 000+ (a partir de abril de 2007) |
| U.S. Billboard Top Soundtracks      | 4        | 200 000+ (a partir de abril de 2007) |